# Oliver North
Pour les articles homonymes, voir North.
Oliver Laurence North, né à San Antonio au Texas en 1943, est un lieutenant-colonel américain membre du corps des Marines pendant plus de 20 ans notamment durant la guerre du Viêt Nam, et actuellement un écrivain et ancien animateur de télévision sur la chaîne Fox News Channel. Diplômé de l’Académie navale d'Annapolis, il sert les États-Unis au cours de la guerre du Viêt Nam et est impliqué dans les années 1980 dans l’affaire Iran-Contra. Il devient le 7 mai 2018 président de la National Rifle Association (NRA), le puissant lobby pro-armes à feu américain, avant de démissionner en avril 2019.

## Biographie
Oliver North entre à l’Académie navale d'Annapolis en 1963 et en sort sous-lieutenant en 1968. Lieutenant d’un peloton à la guerre du Viêt Nam, il reçoit la Silver Star, la Bronze Star et 2 Purple Hearts en récompense. Il est promu capitaine en 1971 et devient commandant du Camp Gonsalves, un centre d’entraînement des Marines dans la préfecture d'Okinawa. Après avoir été assigné durant quatre ans au Headquarters Marine Corps et promu au rang de major, il sort diplômé du Naval War College en 1981.
Oliver North est ensuite assigné au Conseil de sécurité nationale, en tant que directeur des affaires politiques et militaires. Il y reçoit sa dernière promotion, celle de lieutenant-colonel. À ce poste, il s’occupe notamment de la recherche des responsables des attentats de 1983 à Beyrouth, aide à l’invasion de la Grenade, au minage des ports du Nicaragua en 1983 pour asphyxier l’économie du pays et contribue à planifier les bombardements contre la Libye en 1986.
Il dirige au sein même de la Maison Blanche un groupe d’officiers chargés de missions clandestines jugées trop délicates pour la CIA. D'après The Nation, ces opérations seraient si meurtrières que les attentats de terroristes arabes paraîtraient, par comparaison, comme l’œuvre d’« enfants de chœur ».
Oliver North apparaît médiatiquement dans les années 1980, accusé de trafic de drogue et impliqué dans l’affaire Iran-Contra : il déclare être en partie responsable d’un trafic d’armes avec l’Iran et du versement des bénéfices aux Contras. Il est initialement condamné pour destruction de documents et acceptation de gratification illégale, mais reçoit finalement une immunité en échange de son témoignage à des membres du Congrès.
Candidat au poste de sénateur républicain de Virginie en 1994, il perd face au démocrate Chuck Robb. Depuis 2001, il anime également l’émission War Stories with Oliver North sur Fox News Channel. Il a fait trois apparitions dans la série JAG (saison 1 épisodes 4 et 15, saison 8 épisode 8).
Il est mentionné dans l'épisode 3 de la première saison de Sliders (comme président des États-Unis, désormais sous loi martiale), dans l’épisode 15 de la saison 3 de American Dad! (Stan Smith y cherche son « trésor » provenant du trafic d’armes de l’affaire Iran-Contra), ainsi que dans l'épisode « Les nouveaux voisins » de la série Malcolm et dans l’épisode 3 de la saison 1 de la série BoJack Horseman (lorsqu'un personnage réfute une accusation par la phrase : « Comme dirait Oliver North, je ne me souviens pas »).
En 2012, il est cité dans plusieurs chansons de rap, notamment  Stay Schemin'  de Rick Ross feat. Drake et French Montana et Ambition de Wale feat. Meek Mill et Rick Ross.
Le 7 mai 2018, il est élu président de la National Rifle Association , succédant à Pete Brownell, qui ne se représente pas.
À la suite de la fusillade du lycée de Santa Fe Oliver North explique le 20 janvier 2018 lors d'une interview sur les antennes de Fox News que « la plupart des auteurs de fusillades dans les écoles sont de jeunes hommes qui étaient sous Ritalin depuis l'école maternelle ». L'association entre Ritalin et violence est une théorie souvent émise par des sites web scientologistes ou d'extrême droite, mais largement rejetée par plusieurs institutions américaines.
Il est écarté de sa fonction de président de la NRA en avril 2019 après avoir voulu défier Wayne LaPierre, son directeur exécutif depuis trente ans.

## Culture populaire
- Oliver North apparaît dans le jeu vidéo Call of Duty: Black Ops II, dans lequel il prête sa voix à son propre personnage[12].
- L'histoire d'Oliver North est utilisé dans l'épisode 15 (L'or d'Ollie North) de la saison 3 d'American Dad!.